# Bulbophyllum scaberulum
Bulbophyllum scaberulum é uma espécie de orquídea (família Orchidaceae) pertencente ao gênero Bulbophyllum. Foi descrita por Robert Allen Rolfe e Harry Bolus em 1889.